# Nottingham East
Pour les articles homonymes, voir Nottingham (homonymie).

Nottingham East dans le Nottinghamshire.

La circonscription de Nottingham East est une circonscription électorale anglaise située dans le Nottinghamshire, et représentée à la Chambre des communes du Parlement britannique depuis 2019 par Nadia Whittome du Parti travailliste.